# Arleux-en-Gohelle
Arleux-en-Gohelle è un comune francese di 886 abitanti situato nel dipartimento del Passo di Calais nella regione dell'Alta Francia.

## Storia

### Simboli
Il territorio del villaggio era diviso tra due signorie ecclesiastiche: la parte bassa di Arleux apparteneva alla collegiale di Saint-Pierre di Lille (che aveva come simbolo le chiavi di San Pietro), mentre il vescovo di Arras possedeva un territorio più ampio nella parte alta del paese e perciò le sue armi (i pastorali e i nove topi) occupano uno spazio maggiore nella parte superiore dello scudo dell'attuale comune.

## Società

### Evoluzione demografica
Abitanti censiti